# Novi Glog (Trgovište)
Pour les articles homonymes, voir Novi Glog.
Novi Glog (en serbe cyrillique : Нови Глог) est un village de Serbie situé dans la municipalité de Trgovište, district de Pčinja. Au recensement de 2011, il comptait 76 habitants.

## Démographie
| 1948 | 1953 | 1961 | 1971 | 1981 | 1991 | 2002 | 2011 |
| ---- | ---- | ---- | ---- | ---- | ---- | ---- | ---- |
| 430  | 443  | 437  | 380  | 236  | 172  | 137  | 76   |

|  |